# Aechmea dactylina
Espèce
Classification phylogénétique
Aechmea dactylina est une espèce de plantes à fleurs de la famille des Bromeliaceae, qui se rencontre du Nicaragua à l'Équateur.

## Distribution
L'espèce se rencontre en Mésoamérique et en Amérique du Sud, notamment au Nicaragua, Costa Rica, Panama, en Colombie et en Équateur.